# 龙泉街道 (昆明市)
龙泉街道，是中华人民共和国云南省昆明市盘龙区下辖的一个乡镇级行政单位。下轄龍頭村（內有集市龍頭街）是抗日戰爭時西南聯大教授們所居住的村莊，如今龙头村还保留着如梁思成、林徽因、闻一多、朱自清等名人的旧居，以及中央研究院历史语言研究所旧址（含冯友兰旧居）、中国营造学社旧址等。

## 行政区划
龙泉街道下辖以下地区：
宝云社区、兴龙社区、源清社区、上坝社区、中坝社区、盘江社区、林清社区、龙江社区和司家营社区。